# 卡米·貝爾
卡米·貝爾（英語：Cammy Bell；1986年9月18日—）是一位蘇格蘭足球運動員。在場上的位置是守門員。他現在效力於蘇格蘭足球冠軍聯賽球隊格拉斯哥流浪者足球俱樂部。他也代表蘇格蘭國家足球隊參賽。

## 外部連結
- 足球数据库：卡米·貝爾的球员统计数据
- 足球数据库：卡米·貝爾的球员统计数据 Montrose appearances
- Rangers F.C. profile
- Cammy Bell — 蘇格蘭足球協會